# Мартьяново (Нижегородская область)
Мартья́ново  — деревня в Воскресенском районе Нижегородской области. Входит в состав Владимирского сельсовета.
Имеет одну улицу Песочную в два порядка. Находится в 3 километрах (напрямую)от административного центра — села Владимирского. Вымирающая деревня, где проживают в основном только дачники.

## География
Деревня расположена около 4 километров от автодороги K18 Нижний Новгород — Воскресенское, которая ответвляется в деревне Боковая на Воскресенское направление от региональной автодороги Р159.